# La vengeance est un plat qui se mange trois fois
La vengeance est un plat qui se mange trois fois (Revenge Is A Dish Best Served Three Times) est le 11e épisode de la saison 18 de la série télévisée d'animation Les Simpson.

## Synopsis
Alors qu'ils s'apprêtaient à aller à Hawaï, les Simpson sont doublés sur la route des vacances par un riche Texan qui leur fait une queue de poisson. Homer, fou de rage, tente de rattraper sa voiture pour le cogner avec une batte de baseball. Mais sa femme et ses enfants lui racontent une histoire pour lui expliquer le mal de la vengeance.

### Le Comte de Monte Costo
Moe fait accuser Homer de trahison envers son pays car celui-ci est l'homme le plus riche du seizième arrondissement de Paris dans le but de lui prendre sa famille et sa richesse. Homer est alors fait prisonnier, mais parvient à s'évader et commence à préparer sa vengeance pour faire payer Moe. Il réussira à se venger de Moe, mais perdra définitivement l'amour de sa femme et de ses enfants.

### La Revanche des ringards
Alors que Lisa et ses amis sont malmenés par la bande de Jimbo, Milhouse arrive et avec l'aide d'un gant (mis au point par les surdoués pour se venger des brutes) réussit à les sauver. Mais il prend un peu trop goût à la vengeance, et malmènera à son tour les « ringards » jusqu'au moment où il veut s'en prendre également à Lisa. Cependant, Milhouse n'y parvient pas, jette le gant au sol ; malheureusement Nelson le récupère et l'utilise sur Milhouse.

### Bartman
Une parodie de Batman avec Bart dans le rôle principal. Alors qu'ils sortent de l'opéra, les Simpson se font agresser par un voleur, et Homer et Marge perdent la vie. Bart a le temps de voir le tatouage que porte le meurtrier de ses parents, un serpent sur le visage, et décide de tout mettre en œuvre pour venger ses parents, cela étant la dernière volonté d'Homer. Grâce à grand-père, Bart deviendra un justicier masqué, et après avoir mis hors d'état de nuire de nombreux criminels, il retrouvera le meurtrier de ses parents (le Serpent) et le tuera. Mais Lisa lui fait remarquer que cela ne lui rendra pas ses parents.